# Drugi vatikanski koncil
Drugi vatikanski vesoljni cerkveni zbor (bolje znan kot Drugi vatikanski koncil) je bil ekumenski koncil Rimskokatoliške Cerkve. Koncil je leta 1962 sklical papež Janez XXIII., ki pa je umrl pred koncem koncila. V nadaljevanju je koncil vodil papež Pavel VI. Koncil se je zaključil leta 1965.

## Potek koncila
Papež Janez XXIII. je sklical Drugi vatikanski koncil manj kot sto let po predhodnem Prvem vatikanskem koncilu, kar se je mnogim zdelo prezgodaj in nepotrebno. Vendar pa je Janeza XXIII. vodila močna želja, da bi temeljito moderniziral Cerkev. Njegova želja po spremembah je bila tako intenzivna, da je napovedal sklic koncila že januarja 1959 - manj kot tri mesece po tem, ko je bil izvoljen za papeža. Papeška bula Humanae salutis, s katero je uradno sklical koncil, je izšla 25. decembra 1961.
Koncil se je začel 11. oktobra 1962 kljub nasprotovanju tradicionalistov, ki so trdili, da po razglasitvi papeške nezmotljivosti (na Prvem vatikanskem koncilu) nov koncil sploh ni potreben. Veliko udeležencev pa se je strinjalo z Janezom XXIII., da mora Cerkev razumeti znamenja časov in začeti s prenovo -  podanašnjenjem (aggiornamentom). Po smrti Janeza XXIII. je novoizvoljeni papež Pavel VI. nadaljeval z usmeritvijo svojega predhodnika in že takoj izjavil, da je treba odpreti okna in Cerkev temeljito prezračiti.
Številni verniki ocenjujejo Drugi vatikanski koncil kot prelomni dogodek v zgodovini Rimskokatoliške Cerkve in krščanstva nasploh. Nekateri teoretiki celo ločijo »predkoncilsko« in »pokoncilsko« Cerkev. Nekateri pomembnejši rezultati koncila:
- Koncil je temeljito prenovil potek liturgije, uvedel bogoslužje v domačem jeziku in ukinil prevlado latinščine.
- Koncil je podal smernice za večjo in aktivnejšo vlogo laikov pri bogoslužju in pri upravljanju cerkvenih zadev. S tem se je Cerkev začela razvijati v smeri večje demokratičnosti.
- Koncil je aktualiziral službo stalnega diakona (pred tem je bil diakonat samo stopnica na poti do mašniškega posvečenja).
- Koncil se je zavzel za ekumensko zbliževanje različnih krščanskih Cerkva in tudi manjših krščanskih skupnosti. Prvič po dolgih stoletjih so bili na koncil povabljeni tudi predstavniki drugih krščanskih Cerkva.
- Koncil se je zavzel tudi za dialog z drugimi (nekrščanskimi) verami. Podariti velja, da je pred tem Cerkev videla druge vere zgolj kot zmote, po sklepih koncila pa je treba v vsaki veri videti elemente Božjega razodetja, le da je to razodetje v drugih verah manj popolno kot v krščanstvu.

## Koncilski očetje
Koncila se je udeležilo 2.860 koncilskih očetov; 254 jih je umrlo med samim koncilom in 297 jih je bilo imenovanih med koncilom.

## Koncilski dokumenti

### Konstitucije
- Lumen Gentium - Dogmatična konstitucija o Cerkvi
- Dei Verbum - Dogmatična konstitucija o Božjem razodetju
- Sacrosanctum Concilium - Konstitucija o svetem bogoslužju
- Gaudium et Spes - Pastoralna konstitucija o Cerkvi v sedanjem svetu

### Odloki
- Perfectae Caritatis - Odlok o času primerni prenovi redovniškega življenja
- Optatam Totius - Odlok o duhovniški vzgoji
- Presbyterorum Ordinis  - Odlok o službi in življenju duhovnikov
- Apostolicam Actuositatem - Odlok o laiškem apostolatu
- Christus Dominus - Okrožnica o pastirski službi škofov v Cerkvi
- Unitatis Redintegratio - Odlok o ekumenizmu
- Orientalium Ecclesiarum - Odlok o katoliških vzhodnih Cerkvah
- Ad Gentes  - Odlok o misijonski dejavnosti Cerkve
- Inter Mirifica - Odlok o sredstvih družbenega obveščanja

### Izjave
- Dignitatis Humanae - Izjava o verski svobodi
- Nostra Aetate - Izjava o razmerju Cerkve do nekrščanskih verstev
- Gravissimum Educationis - Izjava o krščanski vzgoji

### Poslanice
- Poslanica vsem ljudem - ob začetku koncila
- Poslanice različnim stanovom - ob sklepu koncila

## Galerija
- Koncilski očetje na Trgu svetega Petra v Rimu na dan odprtja Drugega vatikanskega koncila
- Začetek drugega zasedanja Drugega vatikanskega vesoljnega cerkvenega zbora
- Koncilski očetje
- Koncilski očetje
- Papež Pavel VI.
- Koncilski očetje
- Koncilski očetje